# Guambiano
I Guambiano (o anche Guambia) sono un gruppo etnico della Colombia, con una popolazione stimata di circa 15.596 unità.
Questo gruppo etnico è per la maggior parte di fede animista e parla il guambiano (codice ISO 639: GUM).
I Guambiano vivono nelle zone delle Ande centrali, vicino a Popayán, nel Dipartimento di Cauca.